# Pavel Albert
Pavel Albert (1557, Radolfzell am Bodensee – 6. května 1600, Nisa) byl biskup vratislavský a kníže niský.

## Život
Narodil se roku 1557 v Radolfzell am Bodensee, Georgovi Albertovi a Anně Etschenreutin. Roku 1575 začal studovat na Collegium Germanicum v Římě. Roku 1582 začal studovat v Boloni, kde získal doktorát z teologie. Poté byl převeden do vratislavské kapituly. Byl kanovníkem kapituly svatého Kříže, apoštolským protonotářem a biskupským rádcem. Roku 1591 se stal správcem Niského knížectví.
Po smrti biskupa Ondřeje Jerina byl císařským kandidátem na jeho nástupce. Nicméně, kapitula zvolila Bonaventuru Hahna. V této situaci rozvinul diplomatickou ofenzivu ve Vídni. Císař Rudolf II. požádal papeže Klementa VIII. a ten 19. února 1599 biskupa Hanhna dovedl k rezignaci. Kapitula vybrala Pavla Alberta. Byl zvolen 5. května 1599 a papežem potvrzen 17. září stejného roku. Biskupské svěcení bylo odloženo z důvodu nemoci světitele kardinála Františka z Ditrichštejna z Olomouce. Zemřel před svěcením a byl pochován v kapli svatých Petra a Pavla v kostele svatého Jakuba v Nise.